# Сасаки, Тадаси
Тада́си Саса́ки (яп. 佐々 木禎 Сасаки Тадаси,  род. 11 января 1953 года) — японский борец вольного стиля, чемпион мира, призёр Азиатских игр.

## Спортивные результаты
- Чемпион мира (1977).
- Серебряный призёр Азиатских игр (1974).
- Чемпион Японии (1974, 1977), бронзовый призёр чемпионатов Японии (1976, 1978).[2]
- Чемпион мира среди студентов (1973).
- Бронзовый призёр чемпионата мира среди юниоров (1971).

## Видео
- Тадаси Сасаки (Япония) на Чемпионат мира 1977